# Эффект Веблена

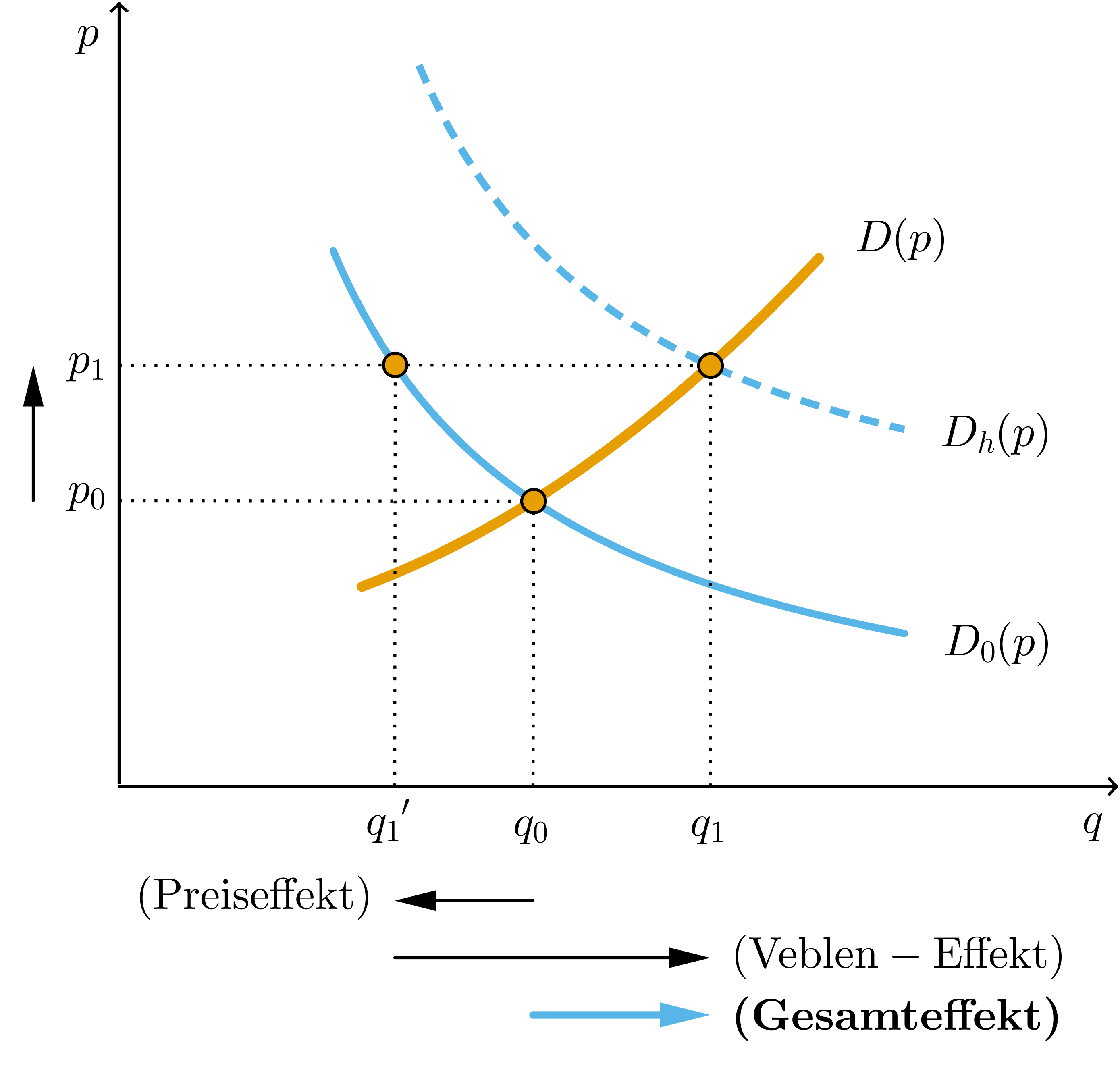
Эффект Веблена на кривых «цена-спрос». p — цена, q — спрос. Для обычных товаров повышение цены снижает спрос (голубая линия). Товары Веблена движутся по коричневой кривой, длинная стрелка внизу характеризует величину эффекта

Эффект Веблена — демонстративное потребление, которое возникает при потреблении благ, недоступных для большинства обычных потребителей в связи с их высокой ценой. Такое потребление вызвано стремлением продемонстрировать исключительность индивида, который может себе позволить подобное потребление. Назван по имени экономиста Торстейна Бунде Веблена.
Когда мотивом для покупки становится не объективная потребность в потреблении товара или услуги, а субъективное желание продемонстрировать свои финансовые возможности, наблюдается нарушение закона спроса: повышение цены на товар или услугу приводит не к понижению, а к повышению спроса среди определённой группы потребителей.
Аналогичное повышение спроса при росте цены демонстрируют товары Гиффена, но они относятся к повседневным недорогим товарам.

## История
В книге «Теория праздного класса», опубликованной в 1899 году, Торстейн Веблен писал о занимающем высшее положение денежном классе:

Этот класс также не лишён стимула к усердию и экономии, однако вторичные факторы денежного соперничества столь сильно определяют его действие, что практически подавляется всякая тенденция в этих направлениях и стимул к усердию не получает практически никакого выражения. Самым сильным из вторичных факторов соперничества, как и самым широким по масштабам воздействия, является требование воздержания от производственной деятельности. […] Труд воспринимается как унижающий достоинство, и традиция эта отнюдь не умерла. […] Для того чтобы заслужить и сохранить уважение людей, недостаточно лишь обладать богатством и властью. Богатство или власть нужно сделать очевидными, ибо уважение оказывается только по представлении доказательств.
Оригинальный текст (англ.)For this class also the incentive to diligence and thrift is not absent; but its action is so greatly qualified by the secondary demands of pecuniary emulation, that any inclination in this direction is practically overborne and any incentive to diligence tends to be of no effect. The most imperative of these secondary demands of emulation, as well as the one of widest scope, is the requirement of abstention from productive work […] [L]abour is felt to be debasing, and this tradition has never died out […] In order to gain and to hold the esteem of men it is not sufficient merely to possess wealth or power. The wealth or power must be put in evidence, for esteem is awarded only on evidence […]

## Схожие эффекты
Эффект Веблена является одним из семейства теоретических аномалий в общем законе спроса в микроэкономике, включающего также следующие эффекты:
- Эффект сноба — выраженное предпочтение товаров, которые не покупают другие. Задачей покупателя является выделиться из толпы, подчеркнуть собственную уникальность[4].
- Общий закон баланса бизнеса — низкая цена товара указывает на то, что производитель мог сэкономить на качестве.
- Ошибка горячей руки — покупатели становятся жертвой заблуждения, что предыдущие повышения цен предполагают будущие повышения цен[5].